# Dupljane (Negotin)
Pour les articles homonymes, voir Dupljane.
Dupljane (en serbe cyrillique : Дупљане) est un village de Serbie situé dans la municipalité de Negotin, district de Bor. Au recensement de 2011, il comptait 486 habitants.

## Histoire
Dupljane apparaît pour la première fois sur une carte austro-hongroise du XVIIIe siècle. Entre 1807 et 1810, le village porta le nom de Taplani. Hajduk Veljko lui donna son nom actuel en 1811 ; à cette époque, le village comptait 122 foyers.

## Démographie

### Évolution historique de la population
| 1948  | 1953  | 1961  | 1971  | 1981  | 1991  | 2002 | 2011 |
| ----- | ----- | ----- | ----- | ----- | ----- | ---- | ---- |
| 1 292 | 1 293 | 1 235 | 1 176 | 1 149 | 1 011 | 564  | 486  |

|  |